# 洪耀南
洪耀南，中華民國學者、民主進步黨英系政治人物，台灣省彰化縣芳苑鄉王功人。
2015年4月4日，洪耀南主張，民主進步黨籍中華民國總統「需要基於既有政治現實與基礎，概括承受前朝政府的包袱」，如2000年陳水扁當選提出四不一沒有；在臺灣海峽兩岸關係政策方面，民進黨籍總統「需要務實下執政，採取政府對政府的談判，接受國會監督，讓兩岸政策決策透明化」，或許與民進黨的目標會產生落差，但「這是可以被接受的」。
2016年中國共產黨第十九次全國代表大會前出版《中共百年看習近平十年》一書。

## 外部連結
- 洪耀南